# Doubienie
Doubienie (biał. Даўбені; ros. Довбени) – wieś na Białorusi, w obwodzie mińskim, w rejonie wołożyńskim, w sielsowiecie Wołożyn, przy drodze magistralnej M6.
Znajduje się tu parafialna cerkiew prawosławna pw. Przemienienia Pańskiego.
W dwudziestoleciu międzywojennym miejscowość leżała w Polsce, w województwie nowogródzkim, w powiecie wołożyńskim.